# Heteropoda hupingensis
Heteropoda hupingensis este o specie de păianjeni din genul Heteropoda, familia Sparassidae, descrisă de Peng și Yin în anul 2001. Conform Catalogue of Life specia Heteropoda hupingensis nu are subspecii cunoscute.